# Cool Guide
《Cool Guide》是香港電視廣播有限公司介紹生活潮流的資訊節目，由范振鋒及陸浩明擔任主持。本節目於2012年10月7日起香港時間逢星期日22:00-22:30在J2播出，及於MyTV提供網上節目重溫（集數上傳後兩個月後會刪除）。

## 節目簡介
「潮流」是一種改革的力量，摒棄封建社會的權威價值，力求破格的人創造出新的風格，把生活融合於時尚潮物、新穎玩意及至潮活動。《Cool Guide》為一潮流雜誌式節目，網羅香港最「潮」的事物，為年輕觀眾製造至hit話題！
每週半小時的節目由范振鋒、陸浩明主持，請來多位嘉賓或藝人作介紹、分享及討論至潮主題。包括牛仔褲、波鞋、懷舊玩具收藏家分享採購攻略，並展示私人珍藏。如日牛傳道師Benny Seki講解數千元，以至過萬的牛仔褲如何「潮」得有價。
單車、飛標、泰拳、滑浪、X Game，爆發魅力，主持會親身拜訪潮流達人，由各路達人實地試玩至潮玩意，務求快人一步，帶領潮流文化。如香港首席鐵人外號的李致和介紹外形美觀、配搭性能多變的公路計時單車。

## 每集內容
| 集數 | 播映日期 | 主題                                           |
| 01   | 10月7日  | 單車熱                                         |
| 02   | 10月14日 | 「潮」著日本美式復刻牛仔褲                     |
| 03   | 10月21日 | 泰拳Thai好玩                                   |
| 04   | 10月28日 | 至Cool手機配飾                                 |
| 05   | 11月4日  | 至Cool飛鏢                                     |
| 06   | 11月11日 | 至Cool懷舊玩具                                 |
| 07   | 11月18日 | 至Cool Sketch & Paint                          |
| 08   | 11月25日 | 做個至Cool龍友                                 |
| 09   | 12月2日  | 穿出至Cool風格                                 |
| 10   | 12月9日  | 變出至Cool Magic                               |
| 11   | 12月16日 | 潮著至Cool波鞋                                 |
| 12   | 12月23日 | 訓練至Cool狗仔                                 |
| 13   | 12月30日 | 做個至Cool舞士                                 |
| 14   | 1月6日   | 製作至Cool皮具                                 |
| 15   | 1月13日  | 至Cool Parkour                                 |
| 16   | 1月20日  | 至Cool銀器首飾                                 |
| 17   | 1月27日  | 至Cool戶外活動                                 |
| 18   | 2月3日   | 至型至Cool眼鏡                                 |
| 19   | 2月10日  | 蛇年賀歲別注－紅酒、潮獅、扮靚秘笈             |
| 20   | 2月17日  | Figure、港式食品首飾、美式古著、英美日品牌皮鞋 |
| 21   | 2月24日  | 創意髮型、擊退皺紋、復古軍褸、皮鞋保養         |
| 22   | 3月3日   | 瀛潮日本網購                                   |
| 23   | 3月10日  | Figure達人秀                                   |
| 24   | 3月17日  | 港式滑雪場                                     |
| 25   | 3月24日  | 中高檔耳機                                     |
| 26   | 3月31日  | 相機Guide                                      |
| 27   | 4月7日   | 相機配件Guide                                  |
| 28   | 4月14日  | 春夏Jean'S Guide                               |
| 29   | 4月21日  | 時髦領帶打造百變造型                           |
| 30   | 4月28日  | 動漫電影迷不容錯過的主角坐駕模型               |
| 31   | 5月5日   | 打造私人動感影院                               |
| 32   | 5月12日  | 家用咖啡機炮製個人口味                         |
| 33   | 5月19日  | 籃球鞋古老變時興                               |
| 34   | 5月26日  | 神槍逐支「狙」                                 |
| 35   | 6月2日   | 潮戴懷舊皮袋                                   |
| 36   | 6月9日   | 個性髮蠟讓你先聲奪人                           |
| 37   | 6月16日  | 男人味殺手                                     |
| 38   | 6月23日  | 狙擊最新眼鏡潮流                               |
| 39   | 6月30日  | 別出心裁的汽車零件家具                         |
| 40   | 7月21日  | 功能強大的春夏季跑鞋                           |
| 41   | 7月28日  | 手機梗要有一「套」                             |
| 42   | 8月4日   | 深入介紹汽車零件家具                           |
| 43   | 8月11日  | 鋁製裝飾環保又獨特                             |
| 44   | 12月1日  | 一鞋兩用工作靴                                 |
| 45   | 12月8日  | 本地Figure設計師精心傑作                       |
| 46   | 12月15日 | 個人化喜帖任你設計                             |
| 47   | 12月22日 | 猿人Figure設計精細無比                         |
| 48   | 12月29日 | 簡單「戴超」秘笈                               |

## 記事
- 2012年10月6日：此劇於下午14:30在尖沙咀美麗華商場《Cool Guide》記者會[1]

## 外部連結
- 無綫電視節目網頁 - Cool Guide（页面存档备份，存于）